# Omedla Football Club
L'Omedla Football Club è una squadra di calcio etiope, con sede ad Addis Abeba.

## Storia
La squadra ha mietuto i suoi successi tra la fine degli anni '50 e la fine degli anni '70 del XX secolo, aggiudicandosi un campionato (1979) e due coppe nazionali (1959 e 1978).
L'Omedla aveva sviluppato un legame di collaborazione con il Lycée Guebre-Mariam, scuola internazionale di Addis Abeba, da cui provenivano alcuni dei suoi giovani calciatori, tra cui si possono ricordare Mohamed Awad, vincitore della Coppa delle nazioni africane 1962, e Yilma Ketema, primo calciatore etiope a giocare da professionista in Europa.

## Palmarès

### Competizioni nazionali
- Campionato etiope: 1

1979
- Coppa d'Etiopia: 2

1959, 1978